# Eumops perotis
Eumops perotis је сисар из реда слепих мишева.

## Угроженост
Ова врста није угрожена, и наведена је као последња брига јер има широко распрострањење.

## Распрострањење
Ареал врсте Eumops perotis обухвата већи број држава. 
Врста има станиште у Бразилу, Аргентини, Мексику, Колумбији, Перуу, Еквадору, Боливији, Парагвају, Куби (непотврђено) и Сједињеним Америчким Државама.

## Станиште
Врста је присутна у отвореним сувим и полусувим пределима.